# Cymande
Cymande és un grup anglès de música funk conegut per haver publicat diversos discos a principis dels anys 1970. L'any 2014, després de reunir-se van fer una gira europea i publicaren un nou àlbum el 2015. El grup va ser format per Steve Scipio i Patrick Patterson el 1971 a Londres, juntament amb músics de Guyana, Jamaica i Saint Vincent i les Grenadines. El nom Cymande deriva d'una paraula calipso que significa colom, símbol de pau i amor.

## Estil
El grup va desenvolupar un so subtil barreja de diferents arrels africanes i afroamericanes com el jazz, el calipso, el funk profund o el soul estatunidenc, així com el primer rock progressiu europeu. Actualment, Cymande es considera un dels experiments musicals de funk més complexos i sofisticats dels que van existir en la dècada de 1970. A mitjan aquesta dècada, els membres del grup van prendre cada un el seu camí i es van dissoldre com a formació el 1974.
Dues dècades més tard, la seva música va començar a proporcionar beneficis en fer-se força popular i recurrent en diversos samplers. Aquestes vendes van ser propiciades per la voràgine col·leccionista d'aficionats al funk i de punxadiscos a la recerca de bases. Possiblement, el tema més conegut de Cymande és «Bra», que va ser utilitzat pel grup de rap De La Soul.

## Membres originals
- Ray King - Veu/Percussions
- Desmond Atwell - Saxofon tenor
- Steve Scipio - Baix
- Derek Gibbs - Saxofon soprano/alt
- Pablo Gonsales - Congues/Percussions
- Joey Dee - Veu/Percussions
- Peter Serreo - Saxofon tenor
- Sam Kelly - Bateria/Percussions
- Mike Rose - Saxofon alt/ Flauta/ Bongos/ Percussions
- Patrick Patterson - Guitarra/Veu
- Jimmy Lindsay - Veu/ Percussió (Promised Heights)
- George Kelly - Percussions
- Trevor White - Baix/ Percussions/ Veu

## Discografia
- 1972 - Cymande
- 1973 - Second Time Round
- 1974 - Promised Heights
- 1981 - Arrival
- 1991 - The Best Of Cymande (àlbum recopilatori)
- 1999 - The Message (àlbum recopilatori)
- 2000 - The Soul of Rasta (àlbum recopilatori)
- 2003 - Nyah-Rock (àlbum recopilatori)
- 2004 - Renegades of Funk (àlbum recopilatori)
- 2007 - Promised Heights (àlbum recopilatori)
- 2015 - A Simple Act of Faith[7]